# Pierre Bézier
Pierre Étienne Bézier (Parigi, 1º settembre 1910 – Bures-sur-Yvette, 25 novembre 1999) è stato un ingegnere e matematico francese, creatore delle curve di Bézier e delle superfici di Bézier che sono ora alla base della maggior parte del Computer Aided Design e dei sistemi di computer grafica.

## Biografia

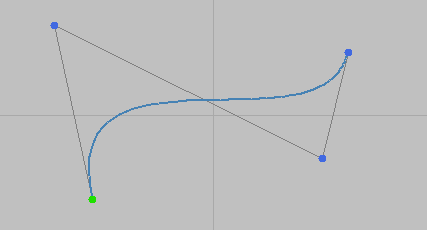
Curva di Bézier

Nato a Parigi, Bézier era figlio e nipote di ingegneri. Ottenne la laurea in ingegneria meccanica presso la École Nationale Supérieure des Arts et Métiers nel 1930.  Si guadagnò una seconda laurea in ingegneria elettrica nel 1931 alla École supérieure d'électricité, nonché un dottorato, nel 1977, in matematica alla Università di Parigi dove contribuì allo studio delle curve polinomiali parametriche e i loro coefficienti vettoriali.
Lavorò presso la Renault dal 1933 al 1975, dove realizzò il suo sistema UNISURF CAD/CAM. Iniziò il suo incarico alla Renault come attrezzista. Nel 1934 divenne tool designer e nel 1945 fu nominato capo dell'ufficio di tool design. Come direttore di Ingegneria della Produzione nel 1949, egli progettò le "macchine di trasferimento", che produssero la maggior parte delle parti meccaniche per le Renault 4CV. Le macchine di trasferimento erano strumenti di lavoro ad alte prestazioni progettate per produrre blocchi di motore.
Imprigionato durante la seconda guerra mondiale, Bézier sviluppò e migliorò il "principio delle macchine automatiche", introdotto prima della guerra dalla General Motors. La nuova "stazione di trasferimento", con workstation multiple e teste elettromagnetiche (antecedenti ai robot), permisero che operazioni diverse venissero eseguite consecutivamente su un unico pezzo, trasferendo il pezzo da una stazione all'altra.
Nel 1957, Bézier divenne direttore della divisione di machine tool, responsabile per l'assemblaggio automatico di componenti meccanici e per il design e la produzione di macchine per forare e zigrinare a controllo numerico.
Bézier iniziò a gestire lo sviluppo tecnico alla Renault nel 1960. Bézier iniziò a condurre ricerche sul CAD, prestando attenzione al sistema UNISURF che sviluppò per usarlo con macchine da disegno, controllo al computer, curve dalla forma libera interattive, surface design e zigrinatura tridimensionale. UNISURF debuttò nel 1968 ed entro in funzione dal 1975.
Dal 1968 al 1979 fu professore di ingegneria della produzione al Conservatoire National des Arts et Métiers.
Si dimise dalla Renault nel 1975.
Nel 1985 fu insignito all'ACM SIGGRAPH con un premio "Steven A. Coons" per aver dedicato la sua vita alla computer grafica e alle tecniche interattive.
Scrisse quattro libri e su numerosi giornali, e ricevette diverse distinzioni, che includono il premio Steven Anson Coons dall'ACM e un dottorato onorario dalla Technical University Berlin. Fu membro onorario della American Society of Mechanical Engineers e della Société Belge des Mécaniciens, presidente della Société des Ingénieurs et Scientifiques de France, Société des Ingénieurs Arts et Metiers, e uno dei primi advisory editor del magazine Computer-Aided Design.
È morto il 25 novembre del 1999 a 89 anni.
Con il consenso della sua famiglia la Solid Modeling Association ha istituito il premio Pierre Bézier per la Modellazione Solida, Geometrica e Fisica e Applicazioni nel 2007.